# Archangium

Archangium es una Myxobacteria del género Cystobacteraceae, productora de un antibiótico policétido, aurafuron (5-alkenyl-3 3(2H)-furanones), el cual inhibe la formación de filamentos fúngicos y algunas bacterias gram-positivas, además de presentar actividad citotóxica.
- Datos: Q5702658
- Especies: Archangium